# (37462) 6293 P-L
6293 P-L (asteroide 37462) é um asteroide da cintura principal. Possui uma excentricidade de 0.09754560 e uma inclinação de 0.81056º.
Este asteroide foi descoberto no dia 24 de setembro de 1960 por Cornelis Johannes van Houten e Ingrid van Houten-Groeneveld e Tom Gehrels em Palomar.